# Svitlana Zalichtchouk
Svitlana Zalichtchouk (en ukrainien : Світлана Заліщук) est une femme politique, journaliste et militante des droits de l'homme ukrainienne. Elle est également une ancienne membre du parlement ukrainien (membre de la commission des Affaires étrangères).
Lors des élections législatives ukrainiennes de 2019, elle échoue à être réélue en tant que candidate députée du peuple d'Ukraine (en) indépendante dans la circonscription n° 199 de l'oblast de Tcherkassy. Après l'élection, elle devient conseillère en politique étrangère du Premier ministre Oleksiy Hontcharouk. Le 4 mars 2020, Denys Chmyhal remplace Hontcharouk au poste de Premier ministre, mais ne garde pas Svitlana Zalichtchouk comme conseillère.